# Гергеїт
Гергеїт  — мінерал, водний сульфат калію і кальцію.

## Загальний опис
Хімічна формула: K2Ca5[SO4]61,5H2O. Склад у %: K2O — 10,82; CaO — 30,04; SO3 — 54,08; H2O — 3,57. Домішки: Na2O, Al2O3.
Сингонія моноклінна. Густина 2,75. Твердість 3-3,5.
Утворює видовжені таблитчасті кристали.
Знайдений в соляних покладах Австрії.